# Kostel svatého Štěpána (Andorra)
Kostel svatého Štěpána (Església de Sant Esteve) je kostel na náměstí Plaça del Príncep Benlloch v Andoře la Vella v Andoře. Jedná se o dědictví zapsané v seznamu kulturního dědictví Andorry. Byl postaven v 11. až 12. století a poté obnoven ve 20. století.
Kostel byl původně románský, ale při různých příležitostech se přestavoval. Poslední hlavní rekonstrukce proběhla ve 20. století. Architektem, který přestavbu vedl byl Josep Puig i Cadafalch.